# Felix Kotta
Felix Kotta (auch Feliks, * 12. Junijul. / 25. Juni 1910greg. in Tartu; † 11. Oktober 1963 ebenda) war ein estnischer Schriftsteller, Übersetzer und Kinderbuchautor.

## Leben
Felix Kotta wurde als Sohn eines Tischlers geboren, der 1913 mit seiner Familie nach Sibirien in die estnische Siedlung Jurjev (Jurjeka) im damaligen Gouvernement Tomsk, heute Oblast Kemerowo, auswanderte. Er schloss 1929 die Schule in Bolotnoje, Oblast Nowosibirsk, ab und studierte 1931–1932 am historisch-sprachwissenschaftlichen Institut in Leningrad. Anschließend war er ein Jahr Russischlehrer in Tomsk und danach Redakteur in Nowosibirsk. Von 1934 bis 1938 studierte er am Herzen-Institut in Leningrad Estnische Philologie, war danach aber bis 1944 zunächst als Russischlehrer in Sibirien tätig.
1944 kam Kotta nach Tartu, wo er mehrmals kürzere Anstellungen an der Universität Tartu hatte. Hauptsächlich lebte er jedoch als freiberuflicher Schriftsteller in Elva. Er war seit 1952 Mitglied der KPdSU und seit 1945 Mitglied des Estnischen Schriftstellerverbands.

## Werk
Kotta debütierte bereits 1926 in der Beilage einer in Sibirien erscheinenden estnischsprachigen Zeitung mit Gedichten, aber seine eigentliche produktive Schaffenszeit begann erst nach seiner Rückkehr nach Estland. Nach anfänglichen Schwierigkeiten – so wurde 1947 ein im Postimees erschienenes Gedicht von der Parteileitung als „schwerer ideologischer Fehler“ angegriffen – publizierte er ab 1948 fünf Gedichtbände und wurde ein „konsequenter Verfechter der Parteiideologie“. Wie die Analyse eines seiner Poeme erwies, dominiert bei Kotta ein „schwarz-weißes Weltbild, bei dem die eigenen Errungenschaften vom Standpunkt der herrschenden Partei aus betrachtet gepriesen und der Feind niedergemacht werden.“ Deutlich ist bei ihm der Einfluss Majakowskis, dessen Gedichte er auch ins Estnische übersetzt hat.
Nachhaltiger hat Kotta die estnische Kinderliteratur beeinflusst, wo seine „dynamischen und rhythmischen Verse“ durch „erfindungsreiche Reime“ und einen „humoristischen Aspekt“ Erfolg erzielten. Einige seiner beliebten Kinderbücher werden bis heute immer wieder neu aufgelegt.

## Bibliografie

### Gedichte
- Ründ. Luuletused ('Angriff. Gedichte'). Tallinn: Ilukirjandus ja Kunst 1948. 94 S.
- Kindlal sammul ('Festen Schritts'). Tallinn: Eesti Riikik Kirjastus 1950. 114 S.
- Vares, vaga linnuke. Valik huumorit ja satiiri ('Die Krähe, ein frommer Vogel. Humoristisches und Satirisches'). Tallinn: Eesti Riiklik Kirjastus 1956. 100 S.
- Näojooned. Luuletusi ('Gesichtszüge. Gedichte'). Tallinn: Eesti Riiklik Kirjastus 1958. 111 S.
- Päikesepaiste. ('Sonnenschein'). Tallinn: Eesti Riiklik Kirjastus 1960. 115 S.

### Kinderbücher
- Räägib Mati ('Mati erzählt'). Tallinn: Ilukirjandus ja Kunst 1949. 32 S.
- Vaat, mis juhtus ('Schau, was geschah'). Tallinn: Eesti Riiklik Kirjastus 1951. 13 S.
- Kaheksas sügis ('Der achte Herbst'). Tallinn: Eesti Riiklik Kirjastus 1952. 48 S.
- Tublid loomad ('Die tüchtigen Tiere'). Tallinn: Eesti Riiklik Kirjastus 1952. 24 S.
- Mänguasjad ('Spielsachen'). Tallinn: Eesti Riiklik Kirjastus 1953. 16 S.
- Metsapere laulikud ('Die Sänger der Waldfamilie'). Tallinn: Eesti Riiklik Kirjastus 1955. 21 S.
- Lumest maja ('Das Haus aus Schnee'). Tallinn: Eesti Riiklik Kirjastus 1955. 17 S.
- Hiirejaht ('Mäusejagd'). Tallinn: Eesti Riiklik Kirjastus 1963. 16 S.